# Maurizio Ancidoni
Maurizio Ancidoni (Roma, 21 novembre 1958 – Roma, 10 maggio 2019) è stato un attore italiano, attivo come attore bambino tra il 1969 e il 1973.

## Biografia
Fratello dei doppiatori Sandro Acerbo e Rossella Acerbo, ha lavorato in teatro con attori del calibro di Paolo Stoppa e Rina Morelli. Deve la sua fama di attore bambino al ruolo del protagonista Ciuffettino ne Le avventure di Ciuffettino, sceneggiato televisivo per ragazzi del 1969. Nel campo del doppiaggio viene ricordato come la voce dell'attore svedese Pär Sundberg, nel ruolo di Tommy nella serie Pippi Calzelunghe in onda in Italia nel 1970. Per diversi anni è stato direttore generale dello stabilimento di doppiaggio CDC Sefit Group.
Muore a Roma il 10 maggio 2019, a 60 anni, ed è sepolto al cimitero Flaminio.

## Filmografia

### Televisione
- Un mese in campagna, regia di Sandro Bolchi – prosa TV (1969)
- Vita col padre, regia di Sandro Bolchi – prosa TV (24 agosto 1969)
- Le avventure di Ciuffettino, regia di Angelo D'Alessandro – miniserie TV (1969-1970)
- Con rabbia e con dolore, regia di Giuseppe Fina – miniserie TV (1972)
- Un attimo, meno ancora, regia di Dino Bartolo Partesano – film TV (1973)

## Doppiaggio
- Pär Sundberg in Pippi Calzelunghe
- Raul Cortez in Donne di sabbia
- Charlie Brown in Arriva Charlie Brown